# Surströmming

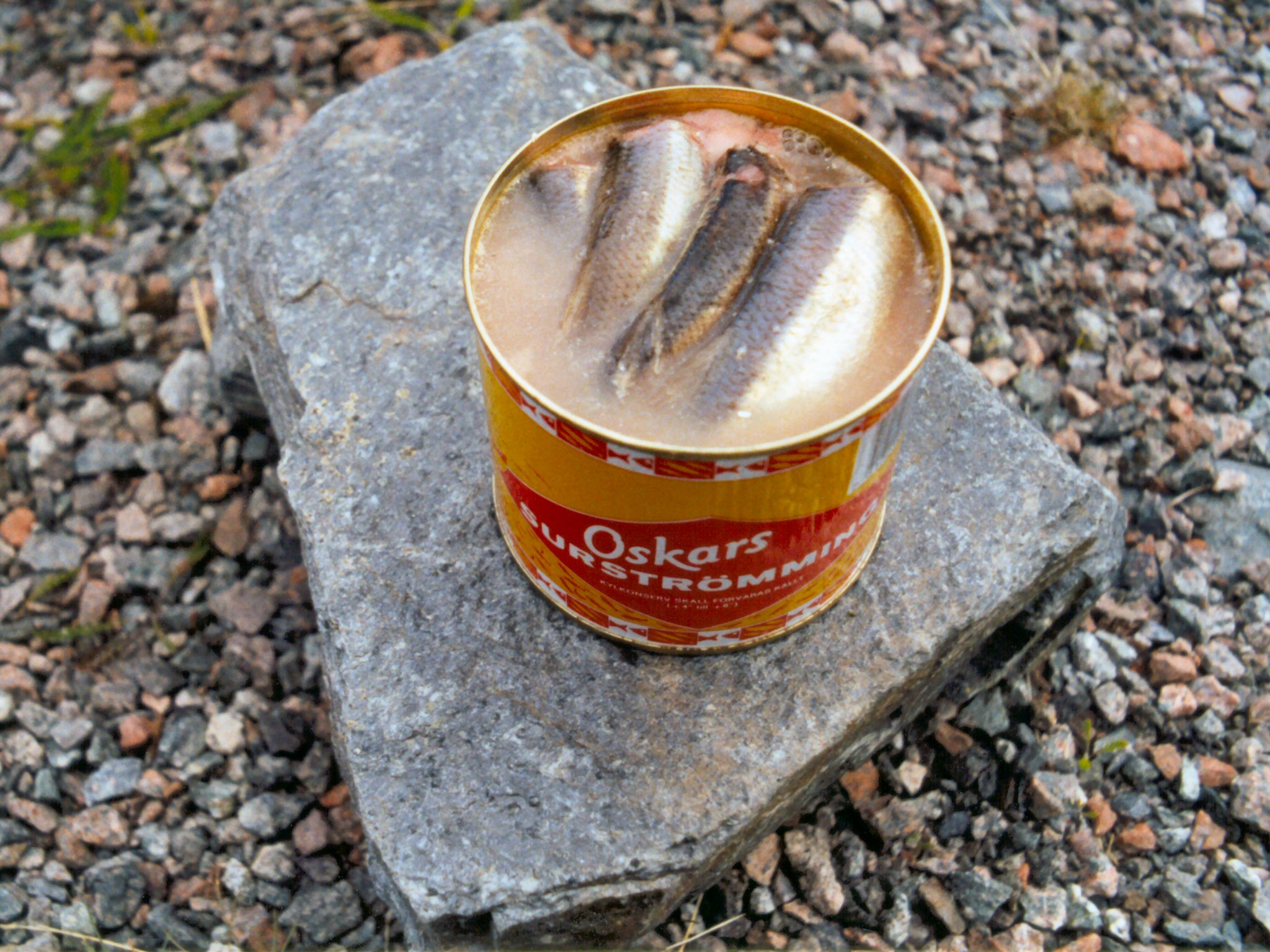
Hộp cá surströmming ngâm trong nước muối.

Surströmming (phát âm [sʉ̌ːʂtrœmːɪŋ], Tiếng Thụy Điển: strömming, tạm dịch: "cá trích biển Baltic chua") là món cá trích Baltic chua lên men và là món ăn truyền thống phía Bắc Thụy Điển. Món này được biết đến là một trong các món có mùi và vị khó ăn nhất trên thế giới.
Cá trích Baltic, được biết đến với cái tên strömming ở Thụy Điển, nhỏ hơn cá trích Atlantic, được tìm thấy ở Biển Bắc. Theo truyền thống, định nghĩa của strömming là "cá trích đánh bắt ở vùng nước lợ của phía bắc Baltic của eo biển Kalmar". Loại cá trích được sử dụng để chế biến surströmming bị bắt ngay trước khi sinh sản.
Trong quá trình sản xuất surströmming, chỉ cần sử dụng đủ muối để ngăn không cho cá tươi bị thối rữa. Quá trình lên men ít nhất sáu tháng sẽ cho cá một mùi mạnh mẽ đặc trưng và có mùi vị chua. Theo một nghiên cứu của Nhật Bản, một loại thực phẩm mới có thể hấp thụ được là một trong những mùi vị thực phẩm hôi nồng nhất trên thế giới, mạnh hơn các món cá tương tự được lên men như hongeohoe Hàn Quốc hay kusaya Nhật Bản..
Vào cuối những năm 1940, các nhà sản xuất vận động vận dụng lệnh cấm của hoàng gia (Thụy Điển: förordning) để ngăn chặn không hoàn toàn việc bán cá men. Nghị định cấm bán hàng sản xuất của năm nay ở Thụy Điển trước ngày thứ Năm thứ ba của tháng Tám. Trong khi pháp lệnh không còn trên sách, các nhà bán lẻ vẫn duy trì ngày cho "buổi ra mắt".